# Nederlandse Bond Tegen Arbeidsethos
De Nederlandse Bond Tegen Arbeidsethos (NBTA) was van 1982 tot ongeveer 1996 een Nederlandse bond gevestigd in Amsterdam voor mensen die tegen verplicht werken waren.
De bond was een initiatief van Bo Baden, bijgenaamd Bingel, een in krakerskringen verkerende actievoerder die in 1984 ook de aandacht trok door tijdens een debat in de Tweede Kamer over kruisraketten op de regeringstafel van minister-president Ruud Lubbers te springen. De leden van de bond behoorden tot de werklozen, maar anders dan reguliere werklozen, waren zij bewust werkloos. In de eerste jaren werd de bond zeer serieus genomen. Het aantal werklozen bestond toen uit bijna één miljoen. Het aantal leden nam echter sterk af (net zoals het aantal werklozen in het algemeen). Rond 1996 werd de bond ten slotte opgeheven.
Het blad van de NBTA was getiteld Luie Donder.